# Carabus rugosus
Carabus rugosus es una especie de insecto adéfago del género Carabus, familia Carabidae. Fue descrita científicamente por Fabricius en 1792.
Habita en Francia, Marruecos, Portugal y España.